# José Mari García Morcillo
José María García Morcillo (Barcelona, España, 17 de enero de 1975) es un exfutbolista español que se desempeñaba como centrocampista.

## Clubes
| Club                       | País   | Año       |
| -------------------------- | ------ | --------- |
| R. C. D. Español           | España | 1994-1995 |
| R. C. D. Mallorca          | España | 1995-1996 |
| Deportivo Alavés           | España | 1996-1997 |
| R. C. D. Espanyol          | España | 1997      |
| C. D. Leganés              | España | 1998      |
| R. C. D. Espanyol          | España | 1998      |
| C. D. Leganés              | España | 1999-2000 |
| Córdoba C. F.              | España | 2000-2002 |
| R. C. Recreativo de Huelva | España | 2002-2003 |
| Algeciras C. F.            | España | 2003-2004 |
| C. D. Castellón            | España | 2004-2006 |
| C. E. Sabadell F. C.       | España | 2007-2008 |
| U. D. Marbella             | España | 2008-2009 |